# Rod Mullinar
Pour les articles homonymes, voir Mullinar.
Rodney (Rod) Mullinar, né en 1942 à Hereford (Angleterre), est un acteur australien britannique, connu pour ses rôles à la télévision australienne.

## Biographie
Rodney Mullinar émigre en Australie en 1969 avec sa première femme, l'agent de casting Liz Mullinar.
Mullinar joue le rôle principal dans le drame d'espionnage australien Hunter (en) à la fin de la série en 1968, mais il n'est apparu que dans huit épisodes en raison de l'annulation de la série. Il joue ensuite le rôle-titre dans la série télévisée Ryan (en) (1973). Sa première épouse est l'agent de casting Liz Mullinar et sa seconde épouse est l'actrice Penny Ramsey, fille de l'actrice Lois Ramsey.
Il joue également dans Cop Shop, Bellbird, Homicide, Division 4, Matlock Police, Against the Wind, Héros ou Salopards, Prisoner, Diligence Express, All Saints, Stingers, Joanne Lees: Murder in the Outback, Reef Doctors, Le Monde perdu  et The Doctor Blake Mysteries.

## Filmographie partielle

### Cinéma
- 1980 : Héros ou Salopards (Breaker Morant) de Bruce Beresford : major Charles Bolton

### Télévision
- 1968-1969 : Hunter (en) : Gil Martin/Ted Cook (série télévisée)
- 1974-1975 : Bellbird : Scott Leighton (série télévisée, 365 épisodes)
- 1977 : Raw Deal : Alex
- 1977 : Beyond Reasonable Doubt : Prosecutor (mini série télévisée documentaire)
- 1978 : Against the Wind : John MacCarthur (mini série télévisée)
- 1983-1985 : Diligence Express (Five Mile Creek) : Jack Taylor (série télévisée)
- 1994 : Newlyweds : Kirby Hacker (série télévisée)
- 1994 : Halifax : Melvin Lazar (série télévisée)
- 2000 : USS Charleston, dernière chance pour l'humanité (On the Beach) : Admiral Jack Cunnington (téléfilm)
- 2000 : Shortland Street : Max Dubrovsky (série télévisée)
- 2001 : BeastMaster, le dernier des survivants (BeastMaster) : Chiuma (série télévisée)
- 2004 : Stingers : Unité secrète (Stingers) : Colin Burns (série télévisée)
- 2008 : City Homicide : L'Enfer du crime (City Homicide) : Olivier Braxton (série télévisée)
- 2015 : Miss Fisher enquête (Miss Fisher's Murder Mysteries) : Wilbur Littleton (série télévisée)
- 2017 : Une paix impossible (Impossible Peace) : Narrateur (série télévisée)
- 2019 : Utopia : voix (série télévisée)
- 2019 : Secret Bridesmaids' Business (mini série télévisée)
- 2019-2020 : Bloom : Tommy Brydon (série télévisée)